# Salvataggio degli ebrei danesi

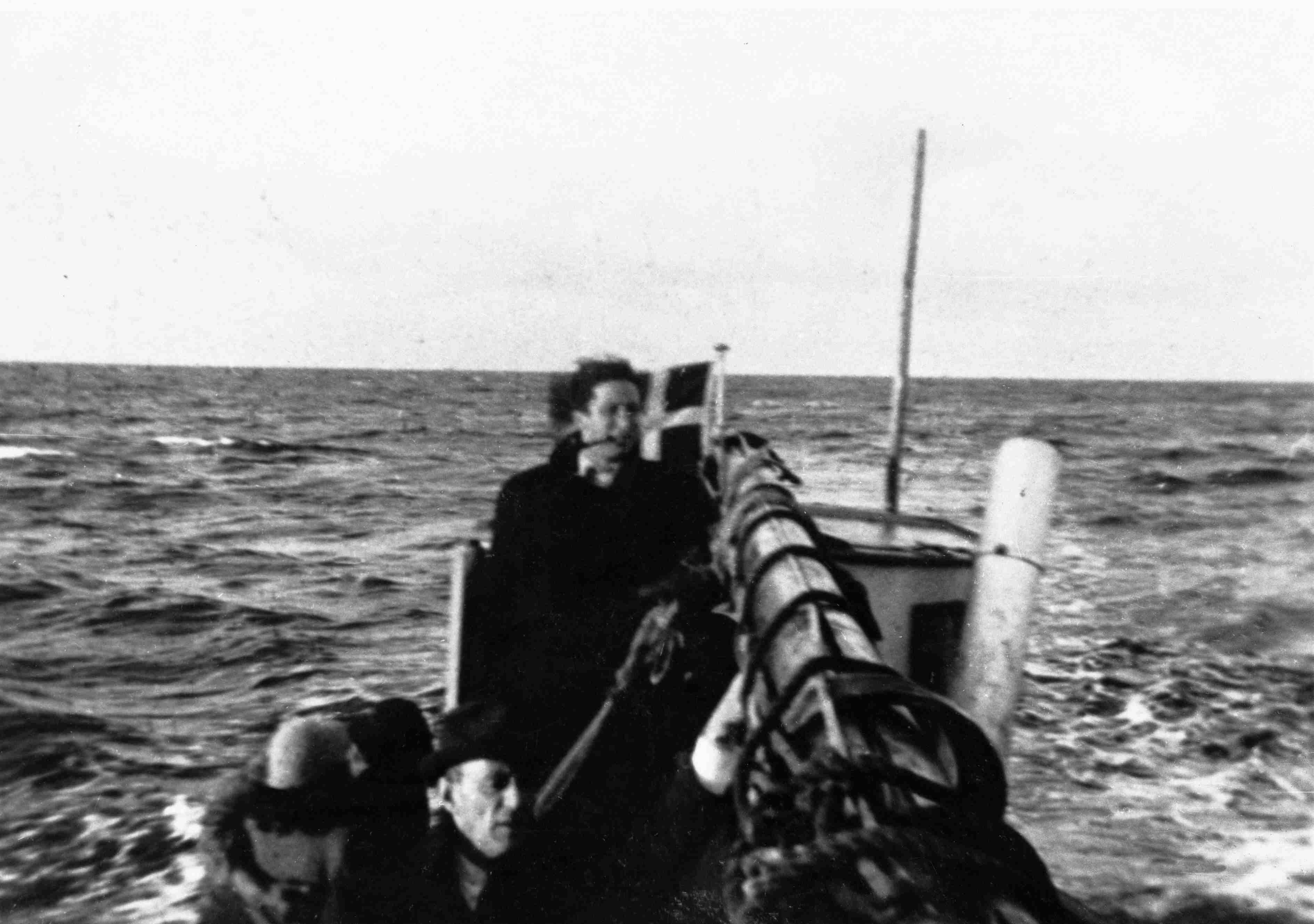
Ebrei danesi trasportati in Svezia

Il salvataggio degli ebrei danesi fu un evento avvenuto durante l'occupazione della Danimarca da parte della Germania, durante la seconda guerra mondiale. Il 1º ottobre 1943, il Führer Adolf Hitler ordinò che gli ebrei danesi venissero arrestati e deportati. Nonostante il grande rischio, il movimento di resistenza danese (Modstandsbevægelsen), con l'aiuto di molti civili danesi, diede vita a un grande tentativo di evacuare via mare circa 8000 ebrei dalla Danimarca verso la vicina Svezia, che era rimasta neutrale nel conflitto.
Il salvataggio permise alla maggioranza della popolazione ebraica danese di evitare la cattura ed è considerato una delle più grandi azioni collettive di resistenza alla repressione nei paesi occupati dalla Germania. Come risultato del salvataggio, e dell'interessamento della Danimarca per la sorte di quel 5% di ebrei danesi che erano stati deportati nel campo di concentramento di Theresienstadt, più del 99% degli ebrei danesi sopravvisse all'Olocausto.

## Il "protettorato modello" (1940–1943)

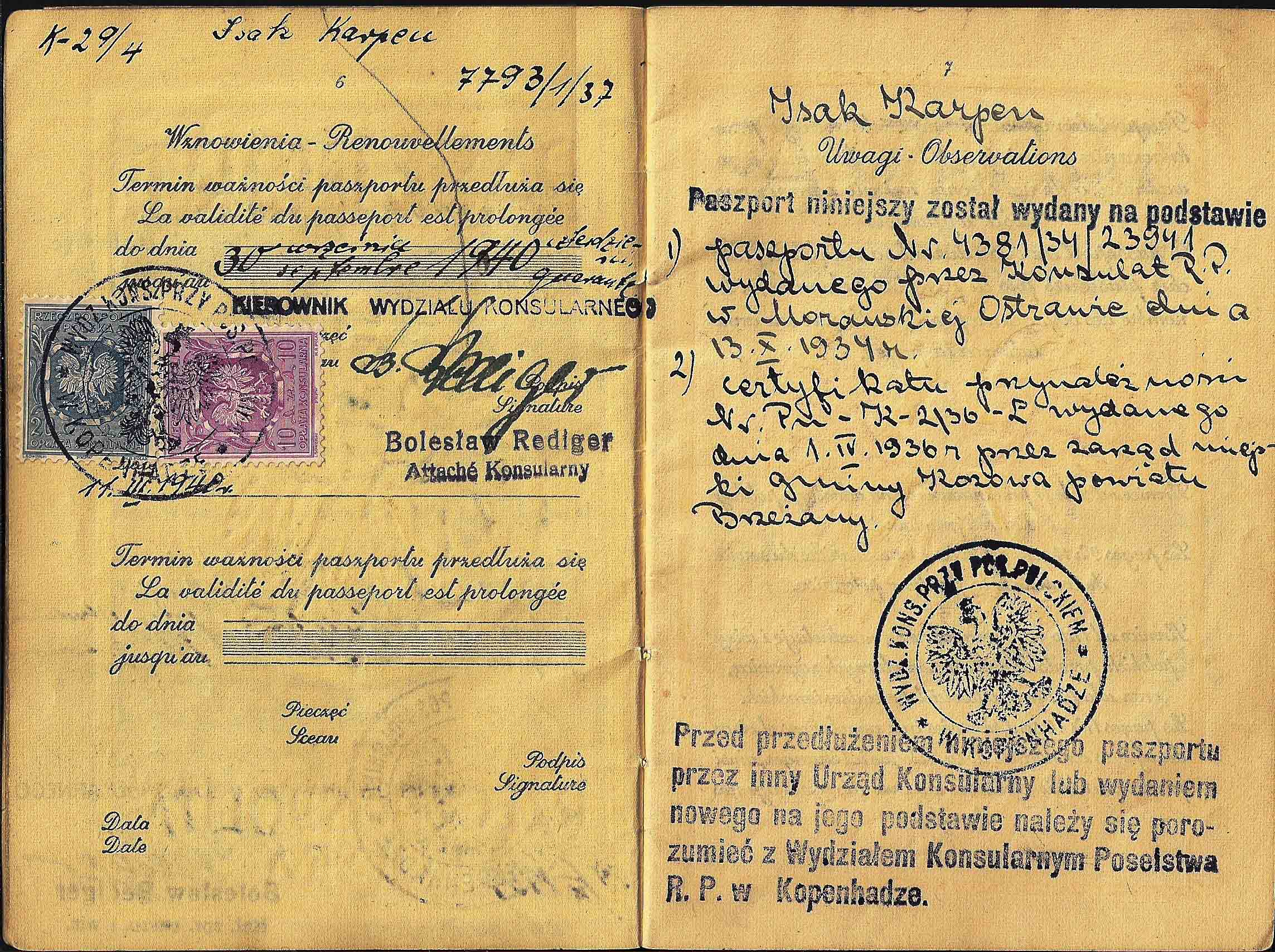
Passaporto polacco utilizzato in Danimarca fino al marzo 1940. Il titolare ebreo è fuggito in Svezia durante la guerra.

Il 9 aprile 1940, Danimarca e Norvegia furono invase dalla Germania. Resosi conto che una resistenza armata non avrebbe avuto speranza di successo e per evitare le perdite civili, il governo danese si arrese alle truppe naziste dopo qualche tentativo di contrasto nel mattino dell'invasione.
Il governo nazista dichiarò che questa occupazione era mirata contro le forze alleate e che non intendeva intromettersi nell'indipendenza del governo danese. Dal momento che questi aveva promesso "cooperazione leale" con la Germania, l'occupazione della Danimarca fu in un primo momento serena. La propaganda nazista si riferì persino alla Danimarca come il "protettorato modello". Il re Cristiano X di Danimarca conservò il suo trono e il governo danese, il parlamento (Rigsdagen) e la corte nazionale mantennero le loro funzioni. Persino la censura stampa e radio rimasero nelle mani del governo danese, invece che essere affidate alle autorità civili e militari occupanti naziste.
Durante i primi anni di occupazione, gli ufficiali danesi ripeterono continuamente alla Germania che non vi era nessun "problema ebraico" in Danimarca. La Germania riconobbe che una discussione sulla "questione ebraica", in Danimarca, poteva rivelarsi un argomento esplosivo, in grado di rovinare la relazione "modello" tra Germania e Danimarca occupata e portare a conseguenze politiche ed economiche negative in Germania. Inoltre, il Reich faceva grande affidamento sull'agricoltura danese, che nel solo 1942 aveva fornito carne e burro a 3,6 milioni di tedeschi. Dunque, quando gli ufficiali da Berlino raccomandarono misure anti-ebraiche in Danimarca, persino i nazisti più ideologicamente convinti, come il Plenipotenziario del Reich Werner Best, seguitarono a evitare e rinviare una discussione sugli ebrei danesi.
Alla fine del 1941, durante la visita del ministro degli esteri danese Erik Scavenius a Berlino, le autorità tedesche, incluso Hermann Göring, fecero pressioni perché la Danimarca scegliesse di non evitare il "problema ebraico". Un giornale antisemita danese sfruttò queste dichiarazioni come un'opportunità per attaccare gli ebrei nel paese; poco dopo, dei piromani tentarono di appiccare un incendio alla Grande Sinagoga di Copenaghen. Lo stato danese rispose con la forza: i tribunali imposero pesanti multe e condanne al carcere ai redattori e agli aspiranti piromani, e d'altro canto il governo intraprese ulteriori azioni amministrative. La punizione della Danimarca dei crimini antisemiti durante l'occupazione fu interpretata dalle autorità tedesche in Danimarca come un segnale che il governo non sarebbe stato collaborativo nei confronti di eventuali misure future che potevano essere prese dagli occupanti contro gli ebrei danesi.
A metà del 1943, i danesi videro le sconfitte tedesche nella battaglia di Stalingrado e in Nord Africa come un'indicazione che dover vivere sotto il dominio tedesco non era più una certezza come era sembrato nel 1940. Nello stesso tempo, il movimento di resistenza danese stava diventando più costante sia nella stampa clandestina che nelle sempre più frequenti attività di sabotaggio. Durante l'estate, diversi scioperi a livello nazionale portarono a scontri armati tra danesi e truppe tedesche. Sulla scia delle attività di resistenza e delle rivolte, le autorità di occupazione tedesche presentarono un ultimatum al governo danese il 28 agosto 1943: chiedevano il divieto di sciopero, il coprifuoco, e la punizione dei sabotaggi con la pena di morte. Ritenendo questi termini inaccettabili ed alla pari una violazione della sovranità nazionale, il governo danese dichiarò lo stato di emergenza. Circa 100 eminenti danesi furono presi in ostaggio, tra questi il rabbino capo Max Friediger e una dozzina di altri ebrei. In risposta, il governo danese si dimise il 29 agosto 1943: il risultato fu l'amministrazione diretta della Danimarca da parte delle autorità tedesche; questa forma diretta di governo significava che il "protettorato modello" era giunto al termine e, con esso, la protezione che il governo danese aveva fornito agli ebrei del paese.

## Ordine di espulsione e salvataggio

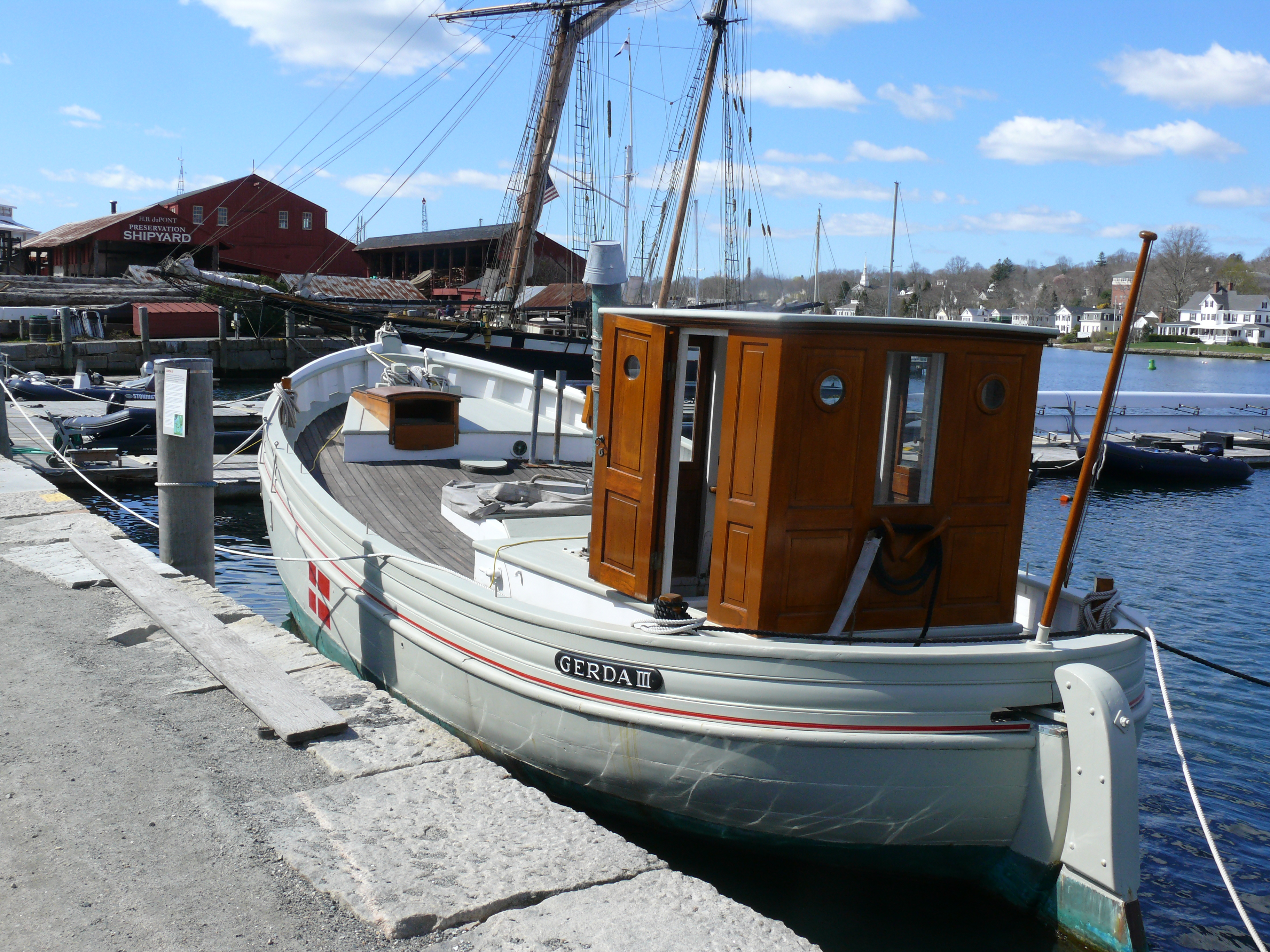
Dall'ottobre 1943 la nave Gerda III del servizio di boe e fari danesi fu utilizzata per trasportare i rifugiati ebrei dalla Danimarca occupata dai tedeschi alla Svezia neutrale. Con un gruppo di una decina di profughi a bordo per ogni viaggio, la nave partì per i suoi compiti ufficiali di faro, ma deviò verso la costa svedese. La piccola nave e il suo equipaggio (Skipper Otto Andersen, John Hansen, Gerhardt Steffensen e Einar Tønnesen), traghettarono in salvo circa 300 ebrei.

Senza il governo danese non cooperante ad impedirlo, gli occupanti tedeschi iniziarono a pianificare la deportazione nei campi di concentramento nazisti dei circa 7.800 ebrei in Danimarca. Il diplomatico tedesco Georg Ferdinand Duckwitz tentò senza fortuna di garantire un porto sicuro agli ebrei danesi in Svezia; il governo svedese disse a Duckwitz che avrebbe accettato gli ebrei danesi solo con l'approvazione dei nazisti, che ignorarono questa richiesta di approvazione. Il 28 settembre 1943, Duckwitz fece trapelare la notizia dei piani per l'operazione contro gli ebrei danesi a Hans Hedtoft, presidente del Partito socialdemocratico danese. A sua volta, Hedtoft prese contatti con il movimento di resistenza danese e col capo della comunità ebraica, C. B. Henriques, che di conseguenza allertò il rabbino capo ad interim, Marcus Melchior. Durante le funzioni del primo mattino del 29 settembre, il giorno prima delle funzioni di Rosh Hashanah, gli ebrei furono avvertiti dal rabbino Melchior della prevista azione tedesca e quindi esortati a nascondersi immediatamente e a spargere la voce tra tutti i loro amici e parenti ebrei.
Le prime fasi del salvataggio furono improvvisate. Quando i dipendenti pubblici danesi, ai diversi livelli nei diversi ministeri, appresero del piano tedesco per radunare tutti gli ebrei danesi, adottarono indipendentemente varie misure per trovare gli ebrei e nasconderli. Alcuni anche semplicemente contattando gli amici e chiedendo loro di consultare gli elenchi telefonici per avvertire quelle persone con nomi che suonavano ebrei di nascondersi. La maggior parte degli ebrei si nascose per diversi giorni o settimane, incerta sul proprio destino.

Secondo la BBC: 
Sebbene la maggior parte degli ebrei danesi fosse nascosta, alla fine sarebbero stati catturati se non fosse stato possibile garantire un passaggio sicuro per la Svezia. La Svezia aveva precedentemente accolto gli ebrei norvegesi con una sorta di collegamento svedese, ma le azioni per salvare i norvegesi non erano state del tutto efficienti, a causa della mancanza di esperienza sul come trattare con le autorità tedesche. Quando la legge marziale fu introdotta in Danimarca il 29 agosto, il Ministero degli Affari Esteri svedese si rese conto fin da subito che gli ebrei danesi erano in pericolo. In una lettera datata 31 agosto, l'ambasciatore svedese a Copenaghen ricevette l'autorizzazione dal diplomatico Gösta Engzell (che aveva rappresentato la Svezia alla Conferenza di Évian del 1938, tenutasi per discutere dei rifugiati ebrei in fuga dal regime nazista) di rilasciare passaporti svedesi per "salvare gli ebrei danesi e portarli qui". Il 2 ottobre, il governo svedese annunciò in una dichiarazione ufficiale che la Svezia era pronta ad accettare tutti gli ebrei danesi in Svezia. Era un messaggio parallelo ad una precedente dichiarazione non ufficiale fatta alle autorità tedesche in Norvegia. Gruppi come l'Elsinore Sewing Club sorsero per trasportare segretamente gli ebrei in salvo.
Il fisico danese Niels Bohr, la cui madre era ebrea, prese posizione con determinazione per i suoi connazionali in un appello personale al re svedese ed ai ministri del governo. Il re Gustavo V gli concesse udienza dopo una persuasiva telefonata di Greta Garbo, che conosceva Bohr. Fu portato via in Svezia, il governo svedese organizzò il trasporto immediato negli Stati Uniti per lavorare nell'allora top secret Progetto Manhattan. Quando Bohr arrivò sul suolo svedese, i rappresentanti del governo gli dissero che doveva imbarcarsi immediatamente su un aereo per gli Stati Uniti ma Bohr rifiutò. Disse ai funzionari, e alla fine al re, che fino a quando la Svezia non avesse annunciato alla radio e attraverso la stampa che i suoi confini sarebbero stati aperti per ricevere gli ebrei danesi, non sarebbe andato da nessuna parte. Bohr stesso scrisse di questi eventi.
Come riportato dallo storico Richard Rhodes, il 30 settembre Bohr persuase il re Gustavo V di Svezia a rendere pubblica la volontà della Svezia di fornire asilo, e il 2 ottobre la radio svedese annunciò che la Svezia era pronta ad accogliere i rifugiati ebrei. Lo storico Richard Rhodes e altri, interpretarono le azioni di Bohr in Svezia come di un precursore necessario senza il quale il salvataggio di massa non avrebbe avuto luogo. Secondo Paul A. Levine, tuttavia, che non cita affatto il fattore Bohr, il ministero degli Esteri svedese agì su chiare istruzioni impartite molto prima dal primo ministro Per Albin Hansson e dal ministro degli Esteri Christian Günther, seguendo una politica già stabilita nel 1942.
Gli ebrei furono trasportati fuori dalla Danimarca attraverso lo stretto di Øresund dall'isola di Selandia alla Svezia, un passaggio dal tempo variabile a seconda del percorso specifico e del meteo. Alcuni furono trasportati in grandi barche da pesca da 20 tonnellate, mentre altri furono trasportati su barche a remi o kayak: il ketch Albatros era una delle navi protagoniste del trasporto degli ebrei in Svezia. Alcuni rifugiati furono introdotti clandestinamente all'interno di vagoni merci sui traghetti regolari tra la Danimarca e la Svezia, questa rotta era adatta alle persone molto giovani o agli anziani che erano troppo deboli per sopportare un viaggio in mare. Gli agenti del movimento di resistenza danese irruppero nei vagoni merci vuoti sigillati dai tedeschi dopo l'ispezione, aiutarono i rifugiati a salire sulle auto e poi risigillarono le auto con sigilli tedeschi falsi o rubati per prevenire ulteriori ispezioni.
I pescatori addebitarono in media 1.000 corone danesi a persona per il trasporto, ma alcuni addebitarono fino a 50.000 corone. Il salario medio mensile all'epoca era inferiore a 500 corone e la metà degli ebrei salvati apparteneva alla classe operaia. I prezzi erano determinati dai principii di mercato della domanda e dell'offerta, nonché dalla percezione del rischio da parte degli stessi pescatori. Il movimento di resistenza danese ebbe un ruolo attivo nell'organizzare il salvataggio e nel fornire i finanziamenti, principalmente da ricchi danesi che donarono ingenti somme di denaro all'impresa. In tutto si stima che il salvataggio sia costato circa 20 milioni di corone, di cui la metà pagate dalle famiglie ebree ed il restante raccolto da donazioni e raccolte.
Durante i primi giorni dell'azione di salvataggio, gli ebrei si trasferirono nei numerosi porti di pesca sulla costa danese in attesa del passaggio, ma gli ufficiali della Gestapo si insospettirono dell'attività intorno ai porti (e la notte del 6 ottobre, circa 80 ebrei furono sorpresi a nascondersi nel soppalco della chiesa di Gilleleje, il loro nascondiglio fu svelato da una ragazza danese innamorata di un soldato tedesco). I successivi soccorsi dovevano avvenire da punti isolati lungo la costa. In attesa del proprio turno, gli ebrei si rifugiarono nei boschi e in capanne lontano dalla costa, fuori dalla vista della Gestapo.
Alcuni dei rifugiati non sono mai arrivati in Svezia: alcuni scelsero di suicidarsi, altri furono catturati dalla Gestapo in viaggio verso il punto di imbarco; circa 23 sono stati persi in mare quando le imbarcazioni si capovolsero; e altri ancora furono intercettati in mare dalle motovedette tedesche. La polizia portuale danese e la polizia civile collaborarono spesso con i soccorsi. Durante le prime fasi, la Gestapo era a corto di personale e l'esercito e la marina tedeschi furono chiamati a rafforzare la Gestapo nello sforzo di impedire il trasporto; nel complesso le truppe militari tedesche si dimostrarono tutt'altro che entusiaste dell'operazione e spesso chiudevano un occhio sui fuggitivi. I tedeschi al comando, per propri calcoli politici e per propria inattività, potrebbero aver effettivamente facilitato la fuga.

## Arresti e deportazioni
A Copenaghen l'ordine di espulsione fu eseguito nella notte del capodanno ebraico tra l'1 e il 2 ottobre, quando i tedeschi presumevano che tutti gli ebrei si sarebbero radunati in casa. Il rastrellamento era stato organizzato dalle SS che intendevano utilizzare due battaglioni di polizia e circa 50 membri volontari danesi delle Waffen-SS scelti per la loro familiarità con Copenaghen e la Selandia settentrionale. Le SS si organizzarono in squadre di cinque uomini, ognuna con un danese, un veicolo e una lista di indirizzi da controllare. La maggior parte delle squadre non ha trovato nessuno, solo una squadra ha trovato quattro ebrei al quinto indirizzo controllato. Gli ebrei arrestati potevano portare due coperte, cibo per tre o quattro giorni e una piccola valigia. Furono trasportati al porto di Langelinie, dove li attendevano un paio di grandi navi. Uno dei membri danesi delle Waffen-SS credeva che gli ebrei fossero stati inviati a Danzica.
Il 2 ottobre, alcuni comunisti danesi arrestati hanno assistito alla deportazione di circa 200 ebrei da Langelinie tramite la nave Wartheland. Di questi, una giovane coppia di sposi riuscì a convincere i tedeschi di non essere ebrei e vennero rilasciati. Il resto includeva madri con bambini, malati e anziani, e il rabbino capo Max Friediger insieme ad altri ostaggi ebrei che erano stati collocati nel campo di internamento danese di Horserød il 28 e 29 agosto. Sono stati portati sottocoperta senza i loro bagagli mentre venivano presi a calci e picchiati. I tedeschi hanno poi requisito qualsiasi oggetto di valore dal bagaglio. Il loro scarico avvenne il giorno successivo a Swinemünde in condizioni ancora più disumane, anche se senza vittime. Lì gli ebrei furono condotti su due carri bestiame, circa cento per carro. Durante la notte, mentre erano ancora rinchiusi nei carri bestiame, una madre ebrea pianse suo figlio morto. Per fare un confronto, i comunisti danesi erano stipati in auto con cinquanta persone ciascuna, a soffrire di caldo, sete e mancanza di ventilazione; inoltre, non avevano nulla da bere fino a quando non ricevettero acqua sporca il 5 ottobre, poco prima di essere scaricati a Danzica.

## Salvati da Folke Bernadotte
Solo circa 580 ebrei danesi non riuscirono a fuggire in Svezia. Alcuni di questi rimasero nascosti in Danimarca fino alla fine della guerra, alcuni morirono per incidenti o si suicidarono, e alcuni ebbero un permesso speciale per restare in patria. La stragrande maggioranza, 464 su 580, fu catturata e inviata al campo di concentramento di Theresienstadt nella Cecoslovacchia occupata dai tedeschi . Dopo la deportazione di questi ebrei, alcuni importanti funzionari pubblici danesi persuasero i tedeschi ad accettare pacchi di cibo e medicine per i prigionieri; inoltre, la Danimarca persuase i tedeschi a non deportare gli ebrei danesi nei campi di sterminio. Questo risultato è stato ottenuto grazie alla pressione politica danese, utilizzando la Croce Rossa danese come tramite nel monitorare frequentemente la condizione degli ebrei danesi a Theresienstadt. Un totale di 51 ebrei danesi, per lo più anziani, morirono di malattia a Theresienstadt, ma nell'aprile 1945, alla fine della guerra, 425 ebrei danesi sopravvissuti (alcuni nati nel campo) furono tra le diverse migliaia di ebrei salvati da un'operazione guidata da Folke Bernadotte, della Croce Rossa svedese, che organizzò il trasporto di internati norvegesi, danesi e detenuti dell'Europa occidentale dai campi di concentramento tedeschi agli ospedali in Svezia. Circa 15.000 persone furono portate in salvo negli autobus bianchi della spedizione Bernadotte. Le vittime tra gli ebrei danesi durante l'Olocausto furono tra le più basse dei paesi occupati d'Europa. Lo Yad Vashem registra solo 102 casi di ebrei provenienti dalla Danimarca e morti durante la Shoah.

## Il mito dei danesi e la stella gialla

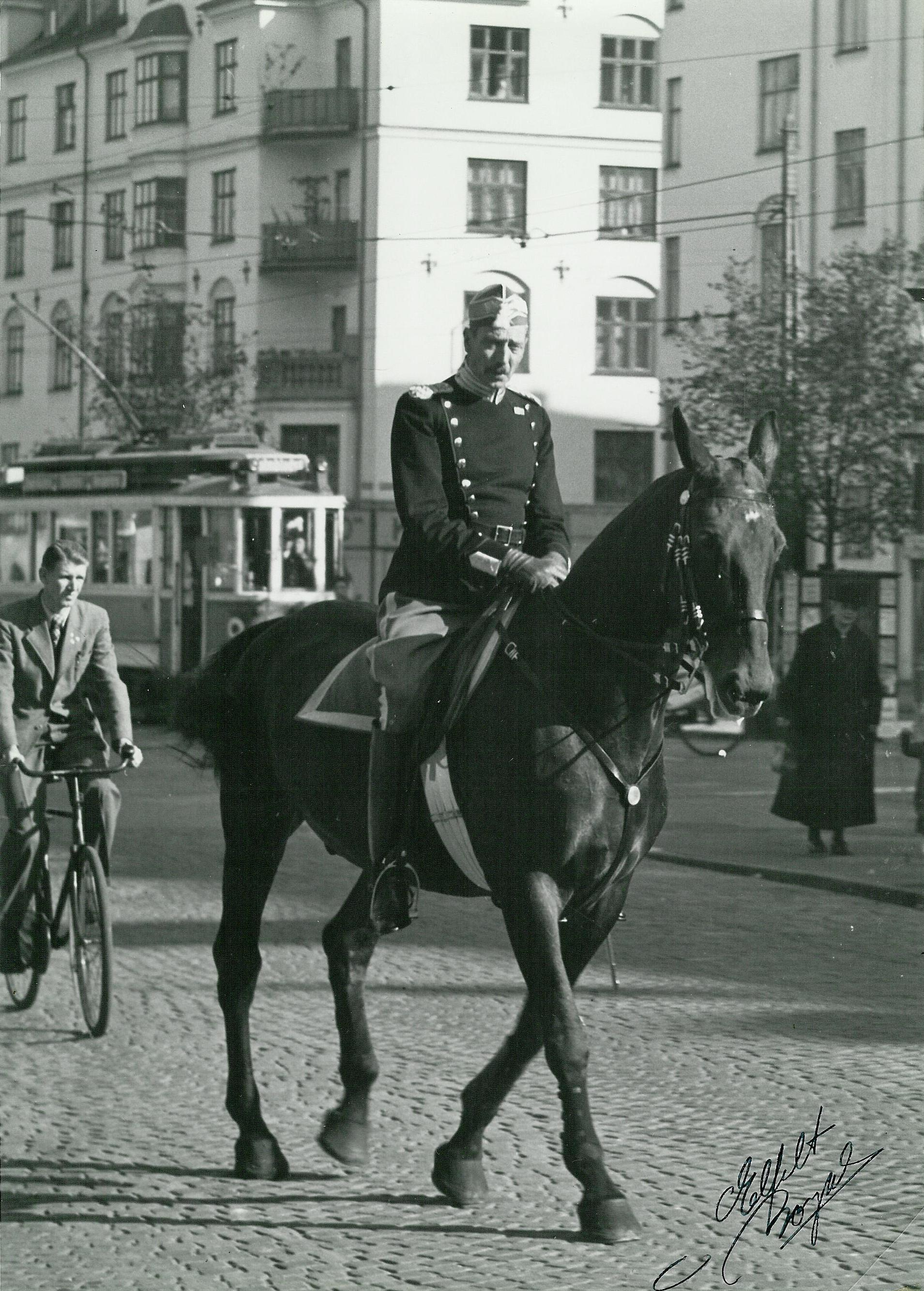
Il re Cristiano X non indossò una stella gialla a sostegno degli ebrei danesi, nonostante una leggenda metropolitana affermi il contrario.

È stato comunemente riportato che i nazisti hanno ordinato a tutti gli ebrei danesi di indossare la stella gialla identificativa, come è stato fatto altrove nei territori da loro controllati. In alcune versioni riportate, il re Cristiano X ha scelto di indossare lui stesso una tale stella e il popolo danese ha seguito il suo esempio, rendendo così l'ordine inapplicabile.
La storia è un mito. In effetti la storia del re e della stella e altri miti simili hanno avuto origine negli uffici della National Denmark America Association (NDAA) dove una manciata di cittadini danesi ha aperto un'unità di propaganda chiamata "Friends of Danish Freedom and Democracy", che ha pubblicato un bollettino chiamato The Danish Listening Post. Questo gruppo assunse Edward L. Bernays, "il padre delle pubbliche relazioni e dello spin", come consulente. Non si sa se Bernays sia stato l'inventore della storia del re e della stella gialla.
Sebbene le autorità danesi abbiano collaborato con le forze di occupazione tedesche, esse e la maggior parte dei danesi si sono opposte fortemente all'isolamento di qualsiasi gruppo all'interno della popolazione, in particolare della comunità ebraica ben integrata. L'azione tedesca per deportare gli ebrei danesi spinse la chiesa di stato danese e tutti i partiti politici, ad eccezione del Partito nazionalsocialista dei lavoratori di Danimarca (NSWPD), a denunciare immediatamente l'azione ed a impegnarsi in solidarietà con i concittadini ebrei. Per la prima volta si opposero apertamente all'occupazione. Immediatamente i vescovi danesi pubblicarono un hyrdebrev, una lettera pastorale per tutti i cittadini. La lettera è stata distribuita a tutti i ministri danesi, per essere letta in ogni chiesa la domenica successiva. Questo era di per sé un atto molto insolito, poiché la chiesa danese è decentralizzata e apolitica.
Il fallito tentativo di deportazione tedesco e le azioni per salvare gli ebrei furono passi importanti nel collegare il movimento di resistenza ai più ampi sentimenti antinazisti in Danimarca: per molti versi, l'ottobre 1943 e il salvataggio degli ebrei hanno segnato un cambiamento nella percezione della maggior parte delle persone della guerra e dell'occupazione, dando così un fondamento "soggettivo-psicologico" al mito.
Pochi giorni dopo il rastrellamento, una piccola notizia sul Daily News di New York ha riportato il mito sull'indossare la stella di David. In seguito, questa storia ha guadagnato la sua popolarità nel romanzo di Leon Uris Exodus e nel suo adattamento cinematografico. Ne fa menzione anche la teorica politica Hannah Arendt durante la discussione sulla Danimarca nel suo libro di reportage, Eichmann in Jerusalem. Permane tuttora, senza nessun fondamento.

## I Giusti tra le nazioni
Alla loro insistenza iniziale, il movimento di resistenza danese desiderava essere onorato solo come sforzo collettivo da Yad Vashem in Israele come parte dei Giusti tra le Nazioni; solo una manciata è stata nominata individualmente per quell'onore. Il salvataggio degli ebrei della Danimarca è rappresentato a Yad Vashem da un albero piantato al re e al movimento di resistenza danese e da un autentico peschereccio del villaggio danese di Gilleleje. Allo stesso modo, lo United States Holocaust Memorial Museum a Washington, ha in mostra permanente un'autentica imbarcazione di salvataggio utilizzata nei diversi trasporti per il salvataggio di circa 1400 ebrei. Anche Georg Ferdinand Duckwitz, il funzionario tedesco che ha fatto trapelare la notizia del rastrellamento, è nella lista di Yad Vashem.

### Elenco parziale dei soccorritori danesi
Mentre solo pochi danesi, per lo più membri non resistenti, sono stati inseriti nella lista di Yad Vashem, c'erano diverse centinaia, se non poche migliaia, di danesi comuni che hanno preso parte agli sforzi di salvataggio. Il più delle volte lavoravano all'interno di piccoli gruppi organizzati spontaneamente e "sotto copertura". Conosciuti solo con i loro nomi fittizi, generalmente non potevano essere identificati da coloro che erano stati aiutati e quindi non soddisfacevano i criteri di Yad Vashem per l'onore di "Giusto tra le nazioni". Di seguito è riportato un elenco parziale di alcuni dei soccorritori più significativi, sia all'interno che all'esterno del movimento di resistenza, i cui nomi sono emersi nel corso degli anni:
- Fanny Arnskov
- Knud Dyby
- Ellen Marie Christensen
- Aage e Gerda Bertelsen
- Richard e Vibeke Ege
- Jørgen Gersfelt
- Gunnar Gregersen
- Ejler Haubirk
- Steffen Hansen
- Ole Helwig
- Leif B. Hendil
- Erik Husfeldt
- Signe (Mogensen) Jansen
- Robert Jensen
- Jørgen Kieler
- Elsebeth Kieler
- Erling Kiær
- Karl Henrik Koster
- Thormod Larsen
- Gurli Larsen
- Jens Lillelund
- Steffen Lund
- Ebba Lund
- Ellen W. Nielsen
- Svend Otto Nielsen ("John")
- Robert Petersen
- Paul Kristian Brandt Rehberg
- Ole Secher
- Trova Sandgren
- Svenn Seehusen
- Erik Stærmose
- Henny Sunding
- Laust Sørensen
- Henry Thomsen
- Henry Rasmussen
- Borge Rønne
- Mogens Staffeldt
- Hilbert Hansen

## Spiegazioni

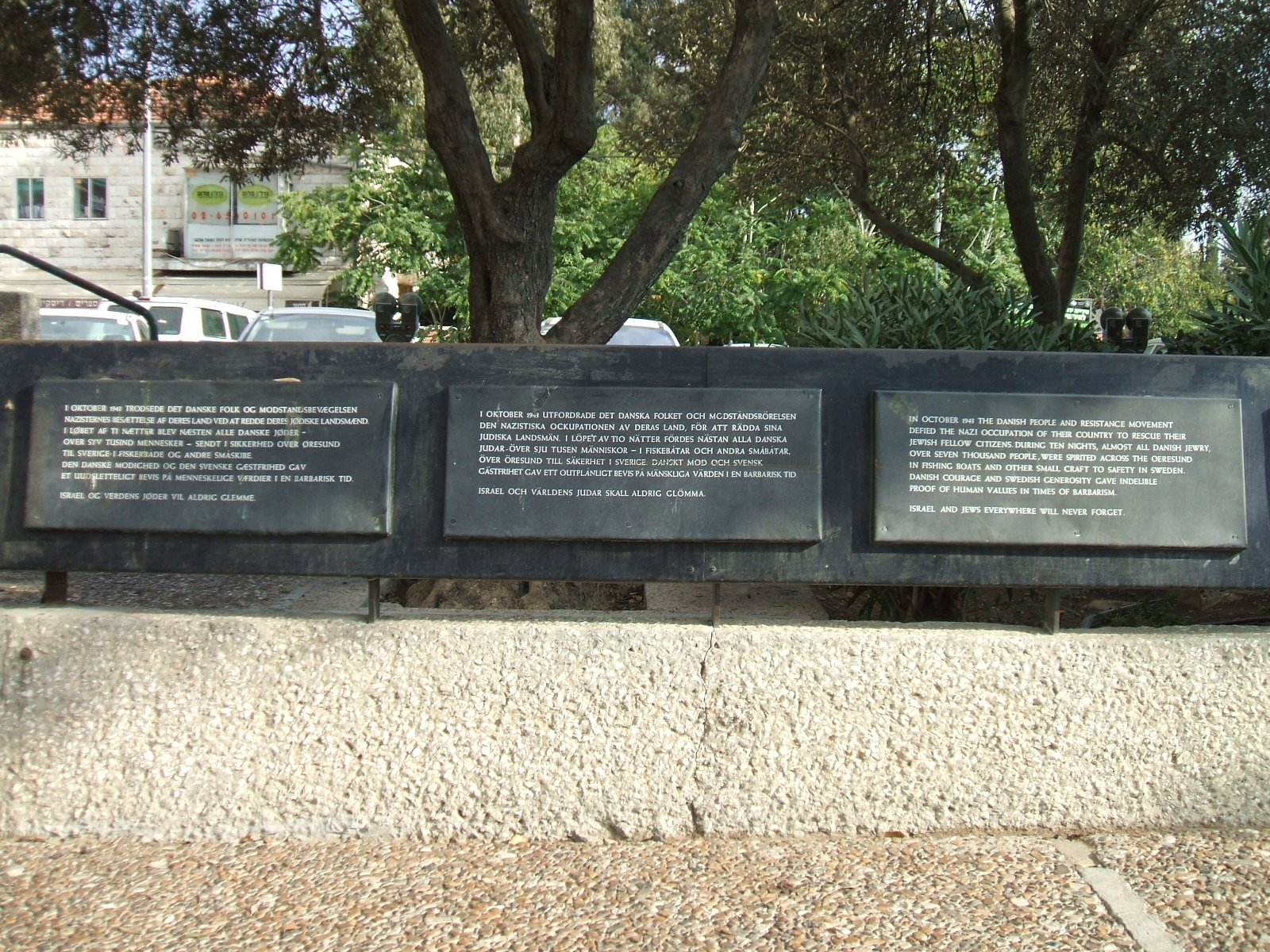
Memoriale in "Piazza Danimarca", Gerusalemme

Sono state avanzate diverse ipotesi per spiegare il successo degli sforzi nel proteggere la popolazione ebraica danese alla luce del minor successo in operazioni simili altrove nell'Europa occupata dai nazisti:
- Il plenipotenziario danese del Reich tedesco, Werner Best, nonostante avesse istigato il rastrellamento tramite un telegramma inviato a Hitler l'8 ottobre 1943, non agì per farlo rispettare. Era a conoscenza degli sforzi di Duckwitz per far annullare il rastrellamento, e sapeva della potenziale fuga degli ebrei in Svezia, ma chiuse un occhio, come fece la Wehrmacht (che era a guardia della costa danese), per preservare le relazioni della Germania con la Danimarca.[40]
- Dal punto di vista logistico, l'operazione è stata relativamente semplice. La popolazione ebraica danese era minima, sia in termini relativi che assoluti, e la maggior parte degli ebrei danesi viveva a Copenaghen o nelle immediate vicinanze: di conseguenza bisognava affrontare solo un breve viaggio per mare dalla Svezia neutrale, in genere da 5 a 10 chilometri; e sebbene pericoloso, il viaggio in barca era più semplice da mascherare rispetto ad un viaggio di terra.
- Dalla metà del XIX secolo, in Danimarca si era evoluto un particolare tipo di nazionalismo romantico. I tratti di questo nazionalismo includevano l'enfasi sull'importanza della "piccolezza", delle comunità affiatate e delle tradizioni: questo nazionalismo era in gran parte una risposta all'incapacità della Danimarca di affermarsi come una grande potenza, e alle sue perdite nella guerra delle cannoniere e nella seconda guerra dello Schleswig. Alcuni storici, come Leni Yahil,[41] ritengono che la forma danese di nazionalismo non aggressivo, influenzata dal leader spirituale danese N. F. S. Grundtvig, incoraggiò i danesi a identificarsi con la difficile situazione degli ebrei, anche se l'antisemitismo su piccola scala era stato presente in Danimarca molto prima dell'invasione tedesca.[42]
- La popolazione ebraica in Danimarca era stata a lungo completamente integrata nella società danese e alcuni membri della piccola comunità ebraica erano saliti alla ribalta. Di conseguenza, la maggior parte dei danesi percepì l'azione dei nazisti contro gli ebrei danesi come un affronto a tutti i danesi e si mobilitò per la protezione dei cittadini del proprio paese.
- La deportazione degli ebrei in Danimarca è avvenuta un anno dopo le deportazioni degli ebrei in Norvegia. Ciò creò un oltraggio in tutta la Scandinavia, allertò gli ebrei danesi e spinse il governo svedese a dichiarare che avrebbe accolto tutti gli ebrei che fossero riusciti a sfuggire ai nazisti.[43]